# 말레이갯첨서
말레이갯첨서(Chimarrogale hantu) 또는 한투갯첨서는 땃쥐과에 속하는 붉은이땃쥐류의 일종이다. 말레이시아 슬랑오르주에서만 기록되고 있다. 멸종 위급종으로 등록되기도 했지만, 이제는 멸종 취약종으로 분류하고 있다. 학명의 "한투"(hantu)는 말레이어로 귀신을 의미한다.